# Rompecabezas lógico

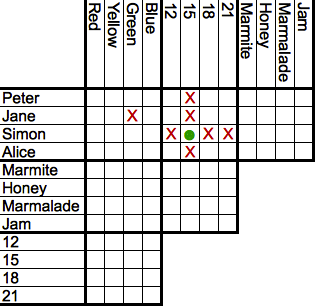
Un ejemplo de puzle de lógica, con la información de que Simon tiene 15 años y que a Jane no le gusta el color verde.

Un rompecabezas lógico es un puzle que deriva del campo matemático del razonamiento deductivo.

## Historia
El primer rompecabezas lógico fue creado por Charles Lutwidge Dodgson, conocido por su doble literario, Lewis Carroll: el autor de Alicia en el país de las maravillas. En su libro El juego de la lógica y otros escritos introdujo un juego para resolver problemas, como extraer la conclusión «Algunos galgos no están gordos» de las premisas «Ninguna criatura que esté gorda corre rápido» y «Algunos galgos corren rápido». Rompecabezas como este, donde se da una lista de premisas y se pregunta qué se puede deducir de ellas, son conocidos como silogismos. Dogson creó rompecabezas más complejos con hasta ocho premisas.
En la segunda mitad del siglo XX, el matemático Raymond Smullyan continuó y expandió la rama de los rompecabezas lógicos con libros como ¿La Dama o el Tigre?, Alicia en el país de las adivinanzas y To Mock a Mockingbird. Smullyan popularizó los puzles de caballeros y truhanes, en los que hay caballeros que siempre dicen la verdad y truhanes que siempre mienten.
También hay rompecabezas lógicos que son no verbales en la naturaleza. Algunos populares son el sudoku, en el que hay que usar la deducción para colocar números en celdas correctamente; el nonograma,  que consiste en colorear las celdas correctas de una cuadrícula (también llamado «pintar por números»); y laberintos lógicos, que requiere usar deducción para encontrar las reglas especiales de un laberinto concreto.

## Acertijos lógicos
Otra forma de rompecabezas lógico, popular entre entusiastas de los puzles y disponibles en revistas dedicadas a este tema, es un formato en el que se prepara un escenario y un objetivo (por ejemplo, determinar quién llevó a qué perro a un concurso y de qué raza era cada perro) y se da una serie de pistas («ni Rex ni Laika es el pastor alemán») para que el lector rellene una matriz con ellas e intente deducir la solución. Estos son llamados acertijos lógicos. El ejemplo más famoso puede ser el llamado acertijo de la cebra, que, dadas varias personas con diferentes gustos y mascotas, pide hallar de quién es la cebra. En este tipo de rompecabezas se dan varias categorías.En los acertijos lógicos de revista, son comunes los derivados de este tipo de rompecabezas, los "puzles de tabla" (???), que se deducen como los anteriores, pero no tienen la cuadrícula porque sería demasiado larga, o porque se ofrece otro tipo de ayuda visual. Por ejemplo, un mapa de una ciudad puede darse en un puzle en vez de la localización de las diferentes tiendas.